# Хрептович, Ян Литовор
Ян (Ивашка) Литовор Богданович Хрептович (? — 1513) — крупный государственный деятель Великого княжества Литовского, подскарбий великий литовский (1485—1493), наместник утенский (1489—1495), слонимский (с 1492 года), новогрудский (1498—1500), дрохичинский (с 1512 года) и кобринский (с 1513 года). Приближенный великого князя литовского Александра Казимировича.

## Биография
Представитель литовского дворянского рода Хрептовичей герба «Одровонж». Сын Богдана Хрептовича, родоначальника рода Хрептовичей. Братья — подскарбий надворный литовский Фёдор, подскарбий надворный литовский Мартин и наместник владимирский Василий.
Около 1485 года Ян Литовор Хрептович стал первым известным подскарбием надворным литовским, около 1492 года он передал эту должность своему младшему брату Фёдору Хрептовичу. В 1492-1500 годах — маршалок господарский, наместник утенский (1489—1495), слонимский (1492—1500) и новогрудский (1498—1500). Возглавлял литовское посольство в Москву.
В 1500 году маршалок господарский Ян Литовор Хрептович участвовал в неудачной для литовцев Ведрошской битве с москвичами. Вместе с другими литовскими магнатами был взят в плен. Провёл в русском плену девять лет. Только в 1509 году был освобожден из московского плена и вернулся в Литву. После возвращения на родину Ян Литовор Хрептович вновь получил должность господарского маршалка, затем стал старостой дрохичинским (1512) и кобринским (1513).

## Семья
Ян Литовор Хрептович был женат на Ядвиге Гольшанской, дочери каштеляна виленского, князя Александра Юрьевича Гольшанского (ок. 1440—1511), и Софии Олехновны. Дети:
- Анна, жена маршалка господарского Юрия Остика
- София, 1-й муж Ян Аборский, 2-й муж Николай Уралевский.
- Казимир

После смерти Яна Хрептовича его вдова Ядвига Гольшанская длительное время выступала против женитьбы своих дочерей, добивалась отмены браков. Только королевский суд освободил обеих дочерей от опеки матери.